# Площадь Ле Зуана
Площадь Ле Зуа́на (название с 14 июня 1987 года) — площадь в Юго-Западном административном округе Москвы на территории района Ясенево.

## Происхождение названия
Названа в честь Ле Зуана (1907—1986) — руководителя Коммунистической партии Вьетнама в 1976—1986 годах.

## Расположение
Находится между улицей Айвазовского, Литовским бульваром, Тарусской и Ясногорской улицами.